# Campeonato Mundial de Atletismo em Pista Coberta de 2014 - Salto triplo masculino
A prova do Salto triplo masculino do Campeonato Mundial de Atletismo em Pista Coberta de 2014 foi disputada entre 8 e 9 de março na Ergo Arena em Sopot, na Polônia.

## Recordes
Antes desta competição, os recordes mundiais e do campeonato nesta prova eram os seguintes:
|    | Nome         | Nacionalidade | Distância | Local         | Data                |
| -- | ------------ | ------------- | --------- | ------------- | ------------------- |
| WR | Teddy Tamgho | França        | 17m 92cm  | Paris, França | 6 de março de 2011  |
| CR | Teddy Tamgho | França        | 17m 90cm  | Doha, Catar   | 14 de março de 2010 |

## Medalhistas
| Ouro                | Prata              | Bronze                     |
| Lyukman Adams (RUS) | Ernesto Revé (CUB) | Pedro Pablo Pichardo (CUB) |

## Cronograma
| Data       | Hora  | Evento        |
| ---------- | ----- | ------------- |
| 8 de março | 10:05 | Eliminatórias |
| 9 de março | 17:10 | Final         |

## Resultados

### Eliminatórias
Qualificação: 16,90 m  (Q) ou os 8 melhores qualificados (q).  
| Colocação | Atleta               | Nacionalidade  | Provas | Provas | Provas | Resultado | Notas |
| Colocação | Atleta               | Nacionalidade  | 1      | 2      | 3      | Resultado | Notas |
| --------- | -------------------- | -------------- | ------ | ------ | ------ | --------- | ----- |
| 1.        | Marian Oprea         | Roménia        | 16,68  | 17,02  |        | 17,02     | Q     |
| 2.        | Pedro Pablo Pichardo | Cuba           | 16,76  | 16,82  | –      | 16,82     | q     |
| 3.        | Lukman Adams         | Rússia         | 16,31  | 16,47  | 16,68  | 16,68     | q     |
| 4.        | Ernesto Revé         | Cuba           | 16,55  | 16,13  | –      | 16,55     | q     |
| 5.        | Chris Carter         | Estados Unidos | 16,51  | 16,50  | 16,54  | 16,54     | q     |
| 6.        | Cao Shuo             | China          | 16,11  | x      | 16,47  | 16,47     | q, SB |
| 7.        | Karol Hoffmann       | Polónia        | 16,09  | 16,31  | 16,37  | 16,37     | q     |
| 8.        | Wiktor Kuzniecow     | Ucrânia        | 15,88  | 16,19  | 16,29  | 16,29     | q     |
| 9.        | Roman Walijew        | Cazaquistão    | 16,22  | 16,12  | x      | 16,22     | SB    |
| 10.       | Samyr Laine          | Haiti          | 16,13  | 15,85  | 16,07  | 16,13     |       |
| 11.       | Vladimir Letnicov    | Moldávia       | 15,83  | x      | x      | 15,83     |       |
|           | Dong Bin             | China          |        |        |        | DNS       |       |

### Final
A final ocorreu dia 9 de março. 
| Colocação         | Atleta               | Nacionalidade  | Prova | Prova | Prova | Prova | Prova | Prova | Resultado | Notas |
| Colocação         | Atleta               | Nacionalidade  | 1     | 2     | 3     | 4     | 5     | 6     | Resultado | Notas |
| ----------------- | -------------------- | -------------- | ----- | ----- | ----- | ----- | ----- | ----- | --------- | ----- |
| Medalha de ouro   | Lukman Adams         | Rússia         | x     | 17,21 | x     | x     | 17,17 | 17,37 | 17,37     | WL    |
| Medalha de prata  | Ernesto Revé         | Cuba           | 15,78 | 17,33 | x     | –     | R     |       | 17,33     |       |
| Medalha de bronze | Pedro Pablo Pichardo | Cuba           | 16,73 | x     | 16,73 | 16,81 | 17,18 | 17,24 | 17,24     |       |
| 4.                | Marian Oprea         | Roménia        | 17,02 | 16,34 | x     | x     | 16,46 | 17,21 | 17,21     |       |
| 5.                | Karol Hoffmann       | Polónia        | x     | x     | 16,89 | 16,47 | 16,42 | x     | 16,89     | SB    |
| 6.                | Chris Carter         | Estados Unidos | 16,54 | x     | 16,74 | 16,71 | 16,72 | 16,55 | 16,74     |       |
| 7.                | Cao Shuo             | China          | 15,90 | 15,68 | 16,13 | 16,15 | 15,88 | 16,55 | 16,55     | SB    |
| 8.                | Wiktor Kuzniecow     | Ucrânia        | 15,78 | 16,51 | 16,39 | 16,22 | x     | 16,34 | 16,51     |       |

Legenda
| Recorde mundial       | Recorde mundial (World record)               |                       | Recorde africano                      | Recorde africano (African) |                                           | Q | Classificado por posição (Qualified) |
| Recorde do campeonato | Recorde do campeonato (Championship record)  | Recorde da América    | Recorde da América (Americas)         | q                          | Classificado por melhor tempo (Qualified) |   |                                      |
| Melhor marca do ano   | Melhor marca do ano (World leading)          | Recorde asiático      | Recorde asiático (Asian)              | DNS                        | Não largou (Did not start)                |   |                                      |
| Recorde nacional      | Recorde nacional (National record)           | Recorde europeu       | Recorde europeu (European)            | DNF                        | Não terminou (Did not finish)             |   |                                      |
| Recorde pessoal       | Recorde pessoal do atleta (Personal best)    | Recorde da Oceania    | Recorde da Oceania (Oceania)          | DSQ / DQ                   | Desclassificado (Disqualified)            |   |                                      |
| Recorde da temporada  | Recorde da temporada do atleta (Season best) | Recorde sul-americano | Recorde sul-americano (South America) | NM                         | Sem marca (No mark)                       |   |                                      |